# モントローズ郡 (コロラド州)
モントローズ郡（英: Montrose County）は、アメリカ合衆国コロラド州の西部に位置する郡である。2010年国勢調査での人口は41,276人であり、2000年の33,432人から23.5％増加した。コロラド州の郡では人口で第17位である。郡庁所在地はモントローズ市（人口18,132人）であり、同郡で人口最大の町都市でもある。モントローズ郡の全体がモントローズ小都市圏を構成している。

## 地理
アメリカ合衆国国勢調査局に拠れば、郡域全面積は2,242.60平方マイル (5,808.3 km2)であり、このうち陸地は2,240.70平方マイル (5,803.4 km2)、水域は1.90平方マイル (4.9 km2)で水域率は0.08％である。

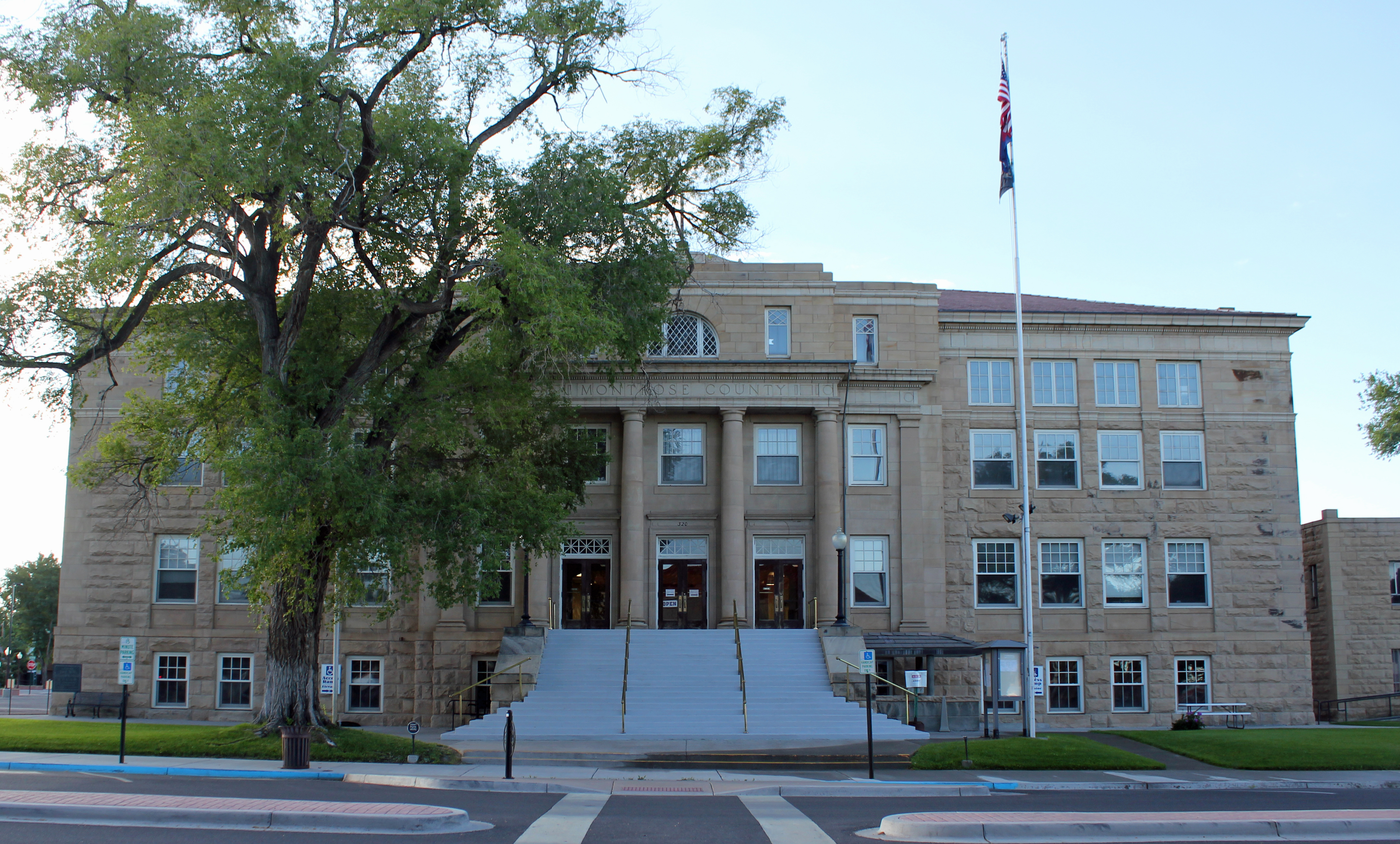
郡裁判所

### 隣接する郡
- メサ郡 - 北
- デルタ郡 - 北東
- ガニソン郡 - 東
- ユアレイ郡 - 南東
- サンミゲル郡 - 南
- サンフアン郡 (ユタ州) - 西

## 人口動態
以下は2010年国勢調査による人口統計データである。
| 基礎データ - 人口: 41,276人 - 世帯数: 16,484 世帯 - 家族数: 11,461 家族 - 人口密度: 7人/km2（18人/mi2） - 住居数: 18,250軒 - 住居密度: 3軒/km2（8軒/mi2） 人種別人口構成 - 白人: 86.70% - アフリカン・アメリカン: 0.40% - ネイティブ・アメリカン: 1.10% - アジア人: 0.60% - 太平洋諸島系: 0.10% - その他の人種: 8.70% - 混血: 2.40% - ヒスパニック・ラテン系: 19.70% 年齢別人口構成 - 18歳未満: 24.7% - 18-24歳: 6.4% - 25-44歳: 22.5% - 45-64歳: 28.6% - 65歳以上: 17.8% - 年齢の中央値: 42歳 - 性比（女性100人あたり男性の人口） - 総人口: 96.0 - 18歳以上: 94.0 | 世帯と家族（対世帯数） - 18歳未満の子供がいる: 31.2% - 結婚・同居している夫婦: 56.1% - 未婚・離婚・死別女性が世帯主: 9.1% - 非家族世帯: 30.5% - 単身世帯: 25.8% - 65歳以上の老人1人暮らし: 12.0% - 平均構成人数 - 世帯: 2.47人 - 家族: 2.97人 収入と家計 - 収入の中央値 - 世帯: 46,058米ドル - 家族: 52,152米ドル - 性別 - 男性: 41,301米ドル - 女性: 31,659米ドル - 人口1人あたり収入: 22,413米ドル - 貧困線以下 - 対人口: 10.2% - 対家族数: 7.3% - 18歳未満: 13.4% - 65歳以上: 9.8% |

## 都市と町
- モントローズ - 郡庁所在地
- ベッドロック
- シマロン
- マハー
- ナチュリタ
- ヌクラ
- オレイサ
- パラドックス
- レッドベイル
- ユラバン（ゴーストタウン）

| - ブラックキャニオン・オブ・ザ・ガニソン国立公園 - クレカンティ国立レクリエーション地域（部分） - ガニソンゴージ国立保存地域（部分） | - ユト族インディアン州立歴史博物館 - グレートパークス自転車道 - ウェスタン・エキスプレス自転車道 - ユナウィープ/タベガチェ景観歴史側道 - ウェストエルクループ景観側道 |